# Al-Mansura (Maghreb)
al-Manṣūra, o meglio al-Maḥalla al-Manṣūra "Il luogo vittorioso" (in arabo ﺍﻟﻤﺤﻠـة ﺍﻟﻤﻨﺼﻮﺭة‎?} è un insediamento, sorto a circa 5 km. a ovest di Tlemcen per volontà del Sultano merinide Abū Yaʿqūb Yūsuf, che intendeva conquistare la capitale del rivale Regno di Tlemcen, governato dalla dinastia zayyanide.
Tlemcen, nel Medioevo, era la capitale del Sultanato 'abdelwadide (detto anche zayyanide) di Tlemcen (che comprendeva circa la metà dell'attuale Algeria). Era una città strategica, sulla via del commercio carovaniero con l'Africa subsahariana. La città fu sempre contesa agli Zayyanidi dai Merinidi di Fès, che controllavano in buona parte quello che è l'attuale Marocco.
Tlemcen subì quindi diversi assedi merinidi. Sotto il regno del sultano Abū Saʿīd ʿUthmān, la città subì uno degli assedi più lunghi della storia, che durò otto anni, dal 6 maggio 1299 al 13 maggio 1307. Il sultano merinide Abū Yaʿqūb Yūsuf eresse per l'occasione un campo attrezzato, chiamato al-Maḥalla al-Manṣūra (Il luogo vittorioso), per dirigere il suo assedio, arricchendola via via con tutti i manufatti necessari allo svolgersi di una vita civile che si sapeva si sarebbe protratta nel tempo (tra cui moschee, mercati, abitazioni).
Abū Yaʿqūb tentò di ottenere la resa della città provocando una carestia. Durante l'assedio, il sultano merinide fece costruire intorno alla città un muro, Ibn Khaldun disse che:
Ibn Khaldun riferì inoltre che morirono 120.000 abitanti di Tlemcen durante l'assedio. E continuò dicendo: 
Quando il sultano merinide venne assassinato da un eunuco l'assedio cessò, il suo successore, Abū Thābit ʿĀmir tornò in Marocco a sedare una ribellione, il sito venne quindi abbandonato. Oggi vi rimangono le rovine di un minareto e delle fortificazioni, mentre le colonne della moschea sono conservate ad Algeri e a Tlemcen.
Fu probabilmente durante questo assedio che scomparì per sempre una delle quattro copie del Corano fatte scrivere nel VII secolo dal califfo ʿUthmān ibn ʿAffān.

## Galleria d'immagini

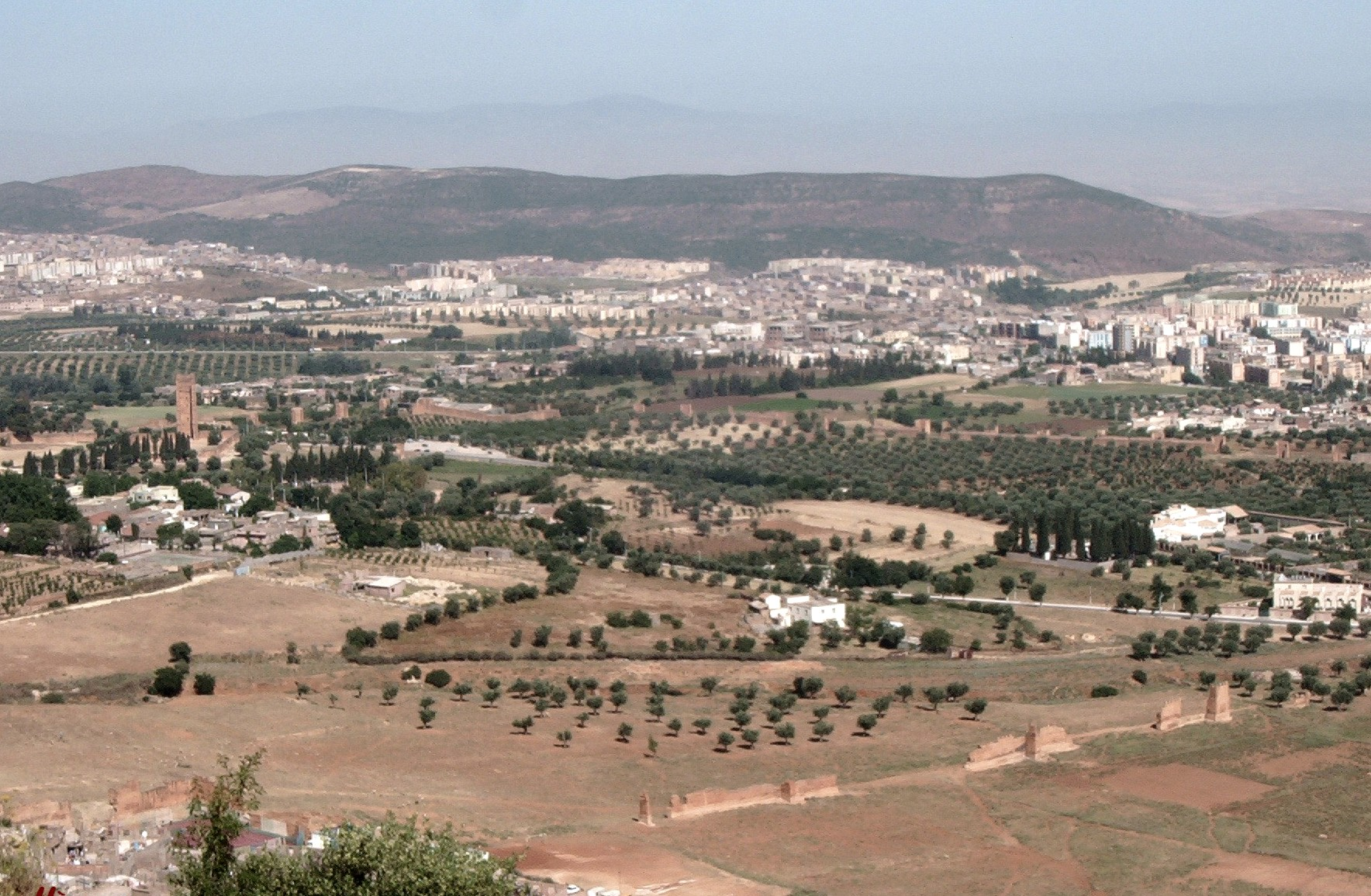
Il sito di al-Manṣūra.
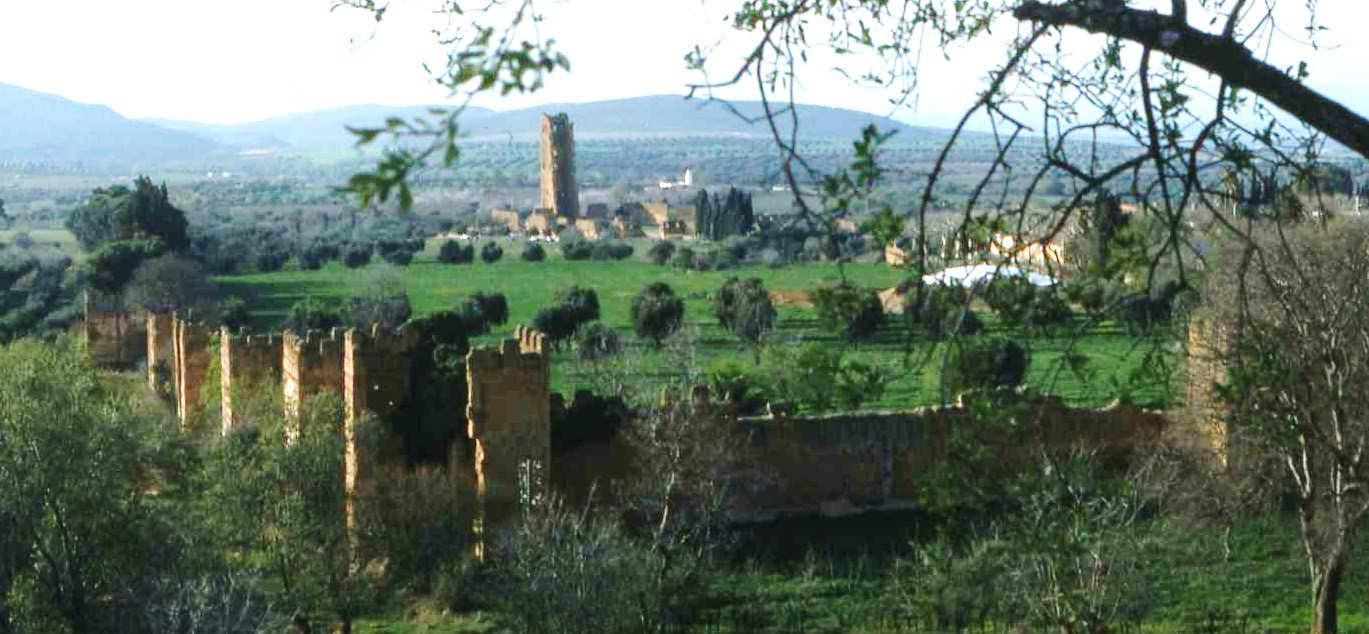
al-Manṣūra, vista generale.
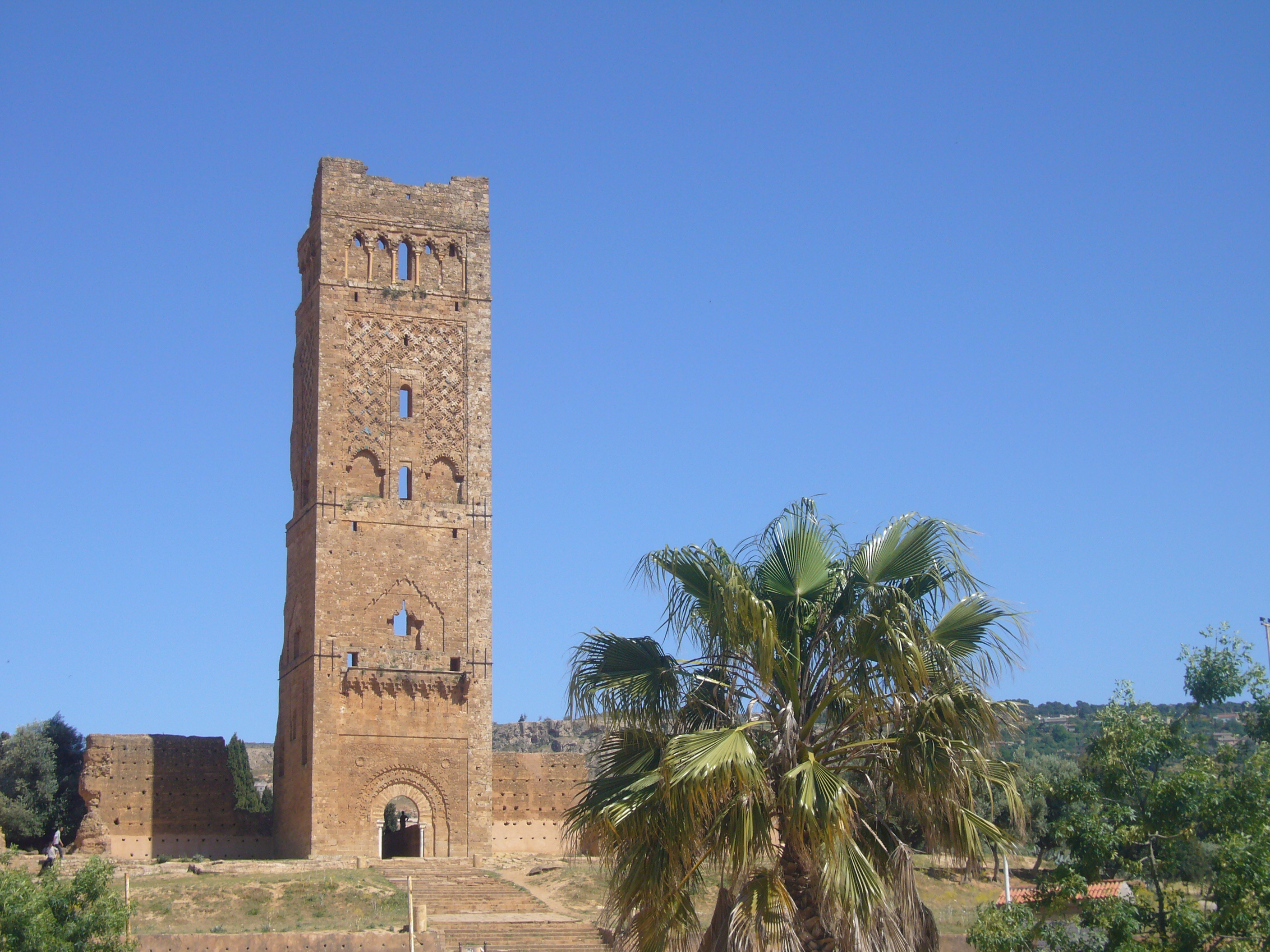
Rovine del minareto.
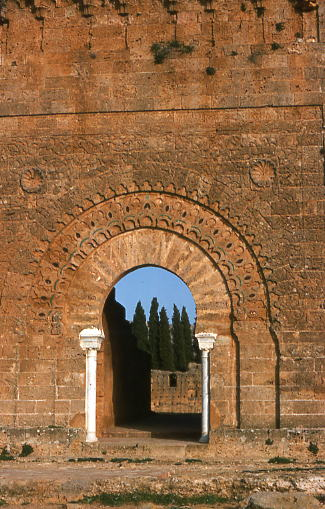
L'entrata di ciò che resta della moschea di al-Manṣūra.
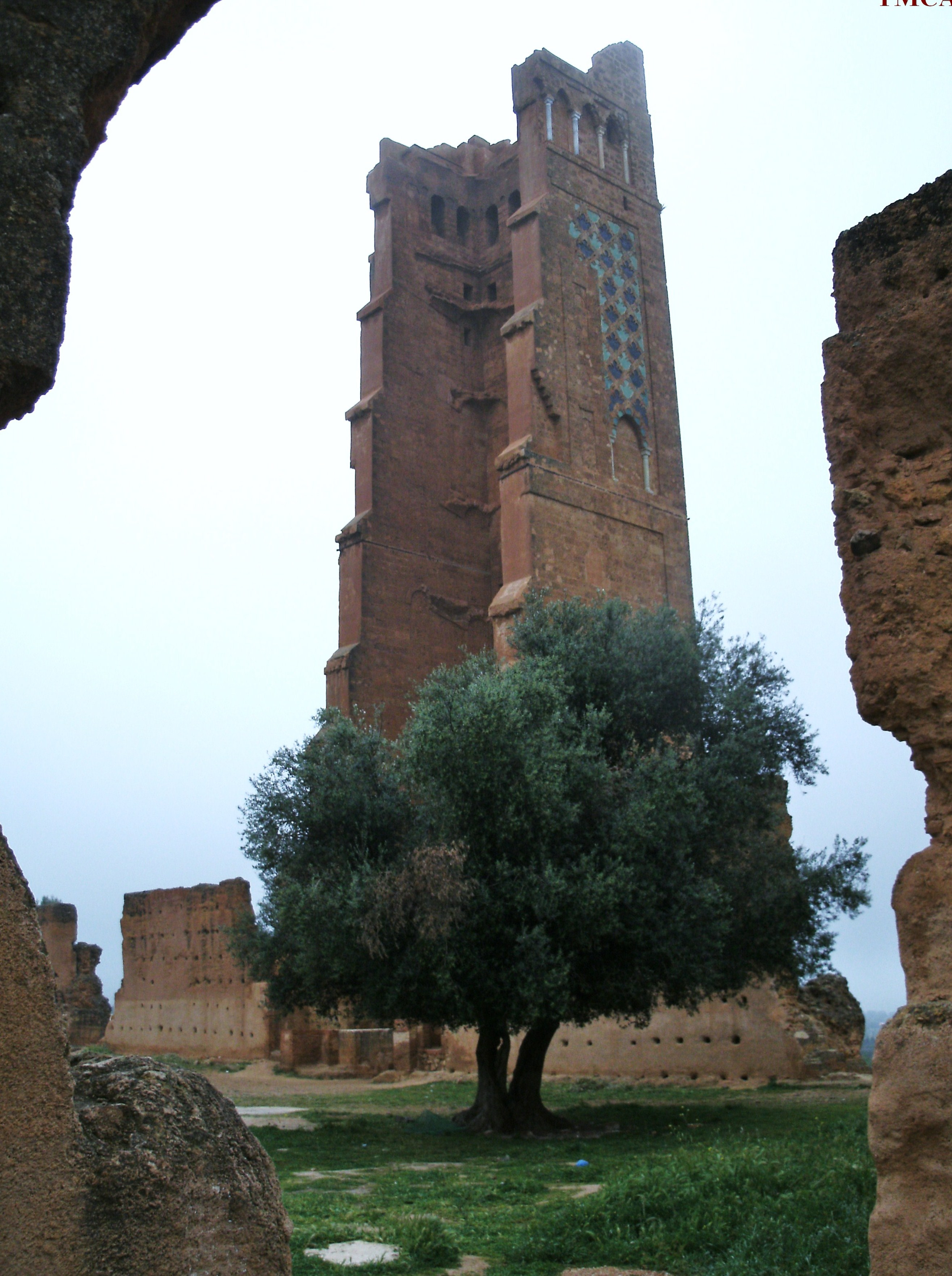
Il minareto.
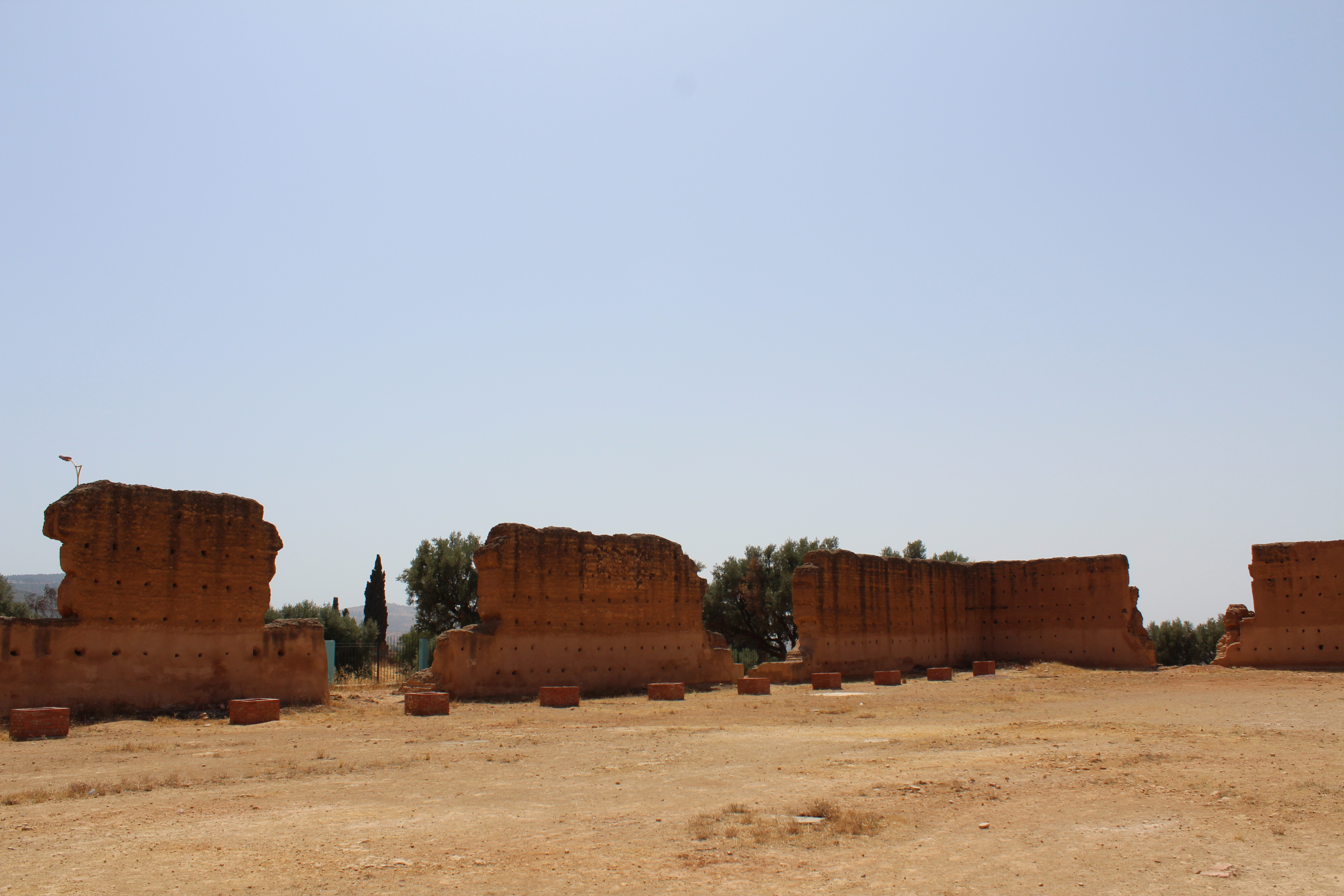
Rovine delle mura di ciò che resta della moschea di al-Manṣūra.